# Copa Truck

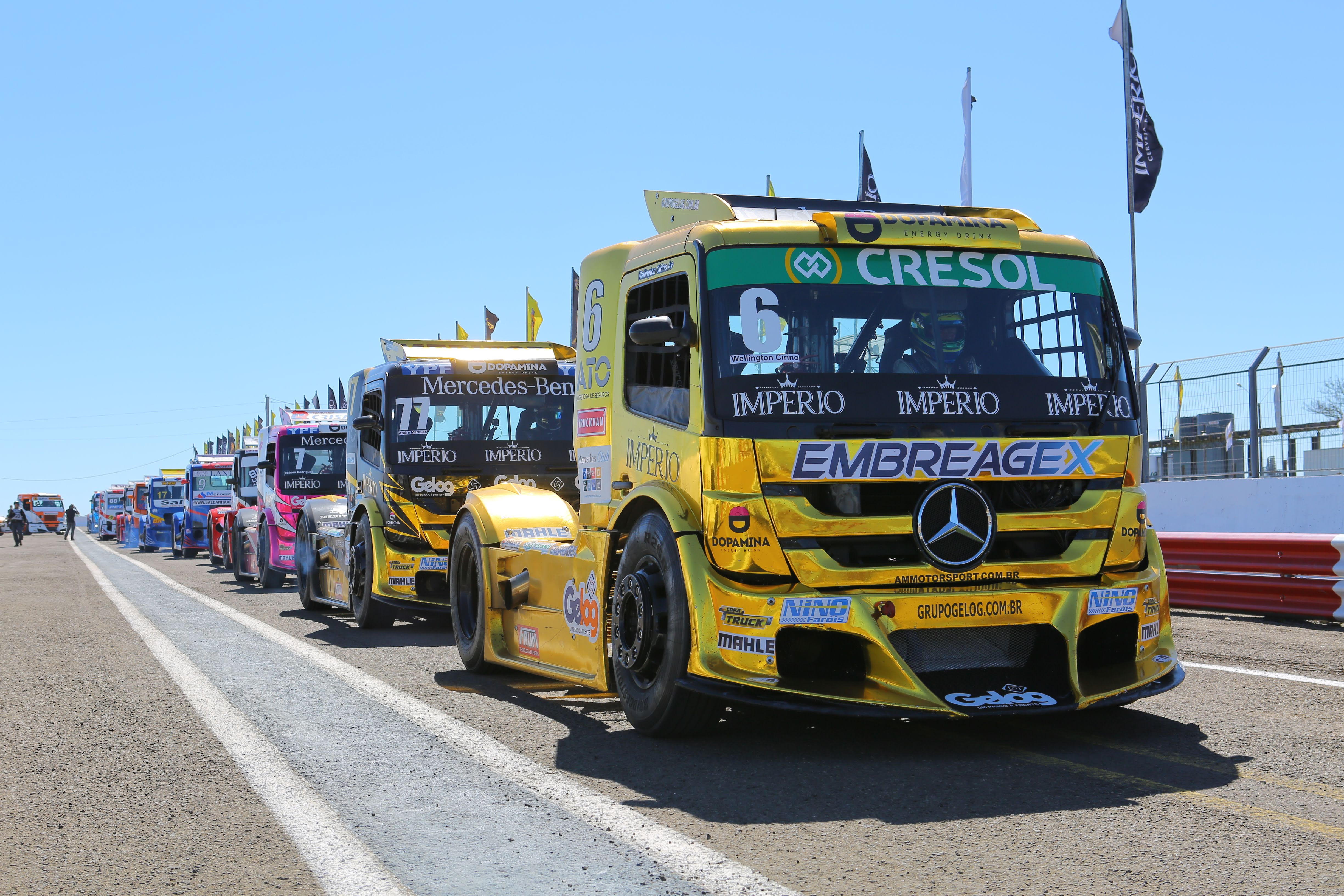
Copa Truck en Rivera, Uruguay en 2019.

La Copa Truck es un campeonato brasileño de camiones preparados para la competición. Fue inaugurada en 2017, como reemplazo directo de la Fórmula Truck.

## Historia
El origen de la categoría se produjo después de que nueve equipos abandonaran la Fórmula Truck por desacuerdos con la problemática gestión de Neusa Navarro Félix; estos equipos se unieron en una asociación creando la categoría que vino a reemplazar a Fórmula Truck. La nueva categoría reúne a equipos y pilotos de la antigua categoría.
En noviembre de 2017, fue homologado por la Confederación Brasileña de Automovilismo (CBA) y reconocido como campeonato oficial. Carlos Col, exjefe del Stock Car, es su promotor.
Copa Truck fue lanzada oficialmente el 27 de abril de 2017 en São Paulo. En la primera temporada, el campeonato se dividió en tres copas regionales: Centro-Oeste, Noreste y Sudeste. La primera etapa tuvo lugar el 28 de mayo, en Goiânia, con 17 camiones en parrilla.
La asociación está compuesta por los siguientes equipos: RM Competições, AJ5 Sports, DF Motorsport, RVR Motorsports, Dakar Motors, Fábio Fogaça Motorsports, Lucar Motorsports y Clay Truck Racing.
La temporada se divide en grandes premios. En cada gran premio hay dos sesiones de clasificación y cuatro carreras, dos con sesión de clasificación y dos con parrilla invertida, una de cada en sábado y lo mismo el domingo . Antes de la primera carrera se celebran los entrenamientos libres y la clasificación. En la clasificación los diez mejores pilotos entran en la ronda final en la que luchan por la SúperPole. Allí se decide el orden de los diez primeros pilotos para la primera carrera. Tras la carrera 1 comienza la carrera 2 con el orden de llegada de la carrera 1 excepto en los ocho primeros puestos, que se invierten. Así, el primero de la carrera 1 saldrá octavo en la segunda y viceversa, el segundo saldrá séptimo y viceversa, el tercero saldrá sexto y viceversa, y el cuarto saldrá quinto y viceversa. En las carreras 3 y 4 el formato es similar que en las carreras 1 y 2.
El comienzo de todo
Corría el año 1987 cuando el camionero Aurélio Batista Félix y el periodista portugués Francisco Santos decidieron organizar la primera carrera de la categoría. Este primer campeonato brasileño fue todo un éxito, con 35 pilotos y una asistencia de 20.000 aficionados.Con el tiempo, la categoría evolucionó y ganó popularidad, y hoy la Copa Truck es la principal categoría de carreras de camiones en Brasil, con 36 pilotos de 12 equipos compitiendo en nueve rondas a lo largo del año, con dos carreras por ronda en las categorías Pro y Super Élite.
Diferencias entre camiones de carreras y de calle
La primera, y la más evidente, es la altura: mientras que un camión estándar mide 3,6 metros, los vehículos Copa Truck son mucho más bajos, con unos 2,5 metros. Otra gran diferencia, por supuesto, es la potencia: 1.000 caballos, el doble que la de un camión de transporte promedio.Los frenos también son diferentes, con pastillas capaces de resistir frenadas a velocidades superiores a 200 km/h. Y no olvidemos los neumáticos, con una forma y presión especiales, más bajos y redondeados que los de un vehículo de carretera, para aumentar el agarre.
Seguridad
No se puede ser demasiado cauteloso cuando se está dentro de un camión a 200 km/h, por eso además de la estructura de un vehículo normal, el camión Copa Truck cuenta con barras estabilizadoras, un tipo de "jaula" que ofrece protección extra al conductor, un asiento especial de carreras tipo "bucket" y cinturones de seguridad de cinco puntos, además de todas las inspecciones realizadas por profesionales para garantizar la seguridad de los conductores.
Mujeres en la Copa Truck
Las mujeres tienen un lugar en la Truck Cup, con dos pilotos compitiendo por el primer puesto del podio. Además de Débora Rodrigues, una de las pioneras de este deporte, la categoría ahora también cuenta con Bia Figueiredo, quien ha competido en todo, desde la Fórmula 3 Sudamericana hasta las 500 Millas de Indianápolis.

## Campeones

### Pro Truck - Categoría Principal
| Año  | Piloto            | Equipo                        | Fabricante    | Neu. | Ref.   |
| ---- | ----------------- | ----------------------------- | ------------- | ---- | ------ |
| 2017 | Felipe Giaffone   | RM Competições                | Volkswagen    | P    | [ 15 ] |
| 2018 | Roberval Andrade  | Dakar-Corinthians Motorsports | Scania        | P    | [ 16 ] |
| 2019 | Beto Monteiro     | RM Competições                | Volkswagen    | P    | [ 17 ] |
| 2020 | Beto Monteiro     | R9 Competições                | Volkswagen    | P    | [ 18 ] |
| 2021 | André Marques     | AM Motorsport                 | Mercedes-Benz | G    | [ 18 ] |
| 2022 | Wellington Cirino | ASG Motorsport                | Mercedes-Benz | G    | [ 19 ] |
| 2023 | Felipe Giaffone   | R9 Competições                | Volkswagen    | G    |        |
| 2024 | Felipe Giaffone   | R9 Competições                | Volkswagen    | P    |        |
| 2025 | En Disputa        | En Disputa                    | En Disputa    | P    |        |

### Super Truck
| Año  | Campeón        | Equipo           | Marca         | Neu. | Ref.   |
| ---- | -------------- | ---------------- | ------------- | ---- | ------ |
| 2021 | Felipe Tozzo   | Dakar Motorsport | Iveco         | G    | [ 20 ] |
| 2022 | Danilo Alamini | R9 Competições   | Volkswagen    | G    | [ 21 ] |
| 2023 | Thiago Rizzo   | R9 Competições   | Volkswagen    | G    |        |
| 2024 | Bia Figueiredo | ASG Motorsport   | Mercedes-Benz | P    |        |
| 2025 | En Disputa     | En Disputa       | En Disputa    | P    |        |

### Copas regionales
| N.º | Piloto            | Títulos | Copa Regional                                                                                                 |
| --- | ----------------- | ------- | --- |
| 1   | Beto Monteiro     | 5       | Copa Centro-Oeste (2017), Primeira Copa (2019 e 2020), Segunda Copa (2020), Terceira Copa (2019)              |
| 2   | Felipe Giaffone   | 4       | Copa Nordeste (2017), Copa Sul-Sudeste (2017), Copa Centro-Oeste (2018), Copa Mercosul (2018[cita requerida]) |
| 3   | André Marques     | 2       | Segunda Copa (2019), Copa Sudeste (2018)                                                                      |
| 4   | Valdeno Brito     | 1       | Terceira Copa (2020)                                                                                          |
| 5   | Paulo Salustiano  | 1       | Quarta Copa (2019)                                                                                            |
| 6   | Wellington Cirino | 1       | Copa Sul (2018)                                                                                               |